# Evangelische Kirche (Heddesheim)

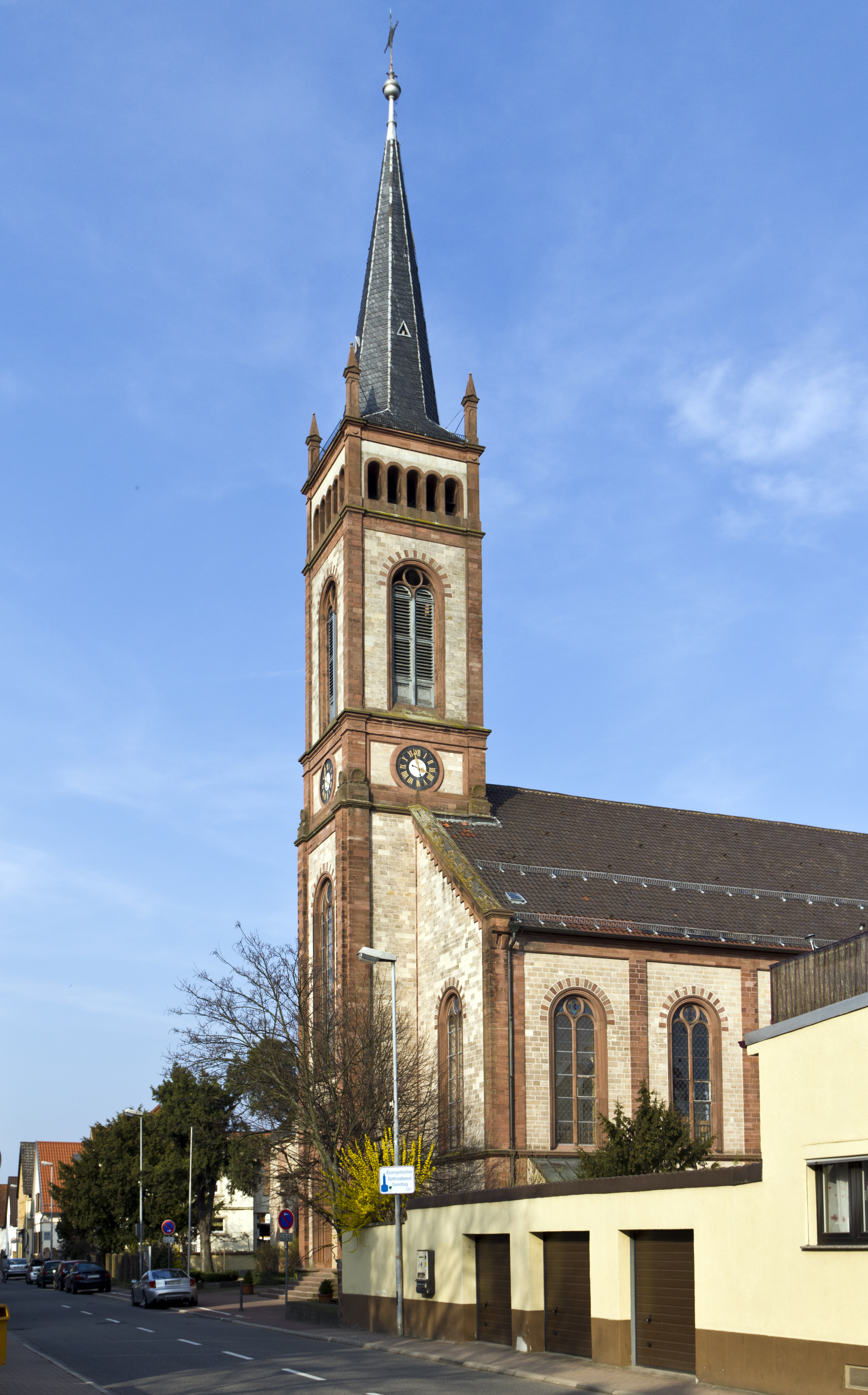
Evangelische Kirche

Die Evangelische Kirche in Heddesheim im Rhein-Neckar-Kreis im Nordwesten Baden-Württembergs wurde zwischen 1870 und 1872 nach den Plänen von Hermann Behaghel erbaut.

## Geschichte
Kurfürst Ottheinrich führte 1556 in der Kurpfalz die Reformation ein. Anschließend machte Heddesheim alle Konfessionswechsel in der Pfalz mit, meist zwischen Lutheranern und Reformierten. Die St.-Remigius-Kirche im Ort wurde jedoch nach der pfälzischen Kirchenteilung 1707 den Katholiken zugeteilt, obwohl die Reformierten die Mehrheit der Einwohner stellten. Sie wurden nun vom Pfarrer aus Schriesheim später aus Ladenburg betreut. 1755 bauten die Reformierten eine Kirche in Heddesheim, doch erst 1807 wurde wieder eine Pfarrei im Ort eingerichtet.
1832 wurde Georg Friedrich Schlatter (1799–1875) Pfarrer in Heddesheim, der später als Teilnehmer der Badischen Revolution 1848/49 zu zehn Jahren Zuchthaus verurteilt werden sollte. Einer seiner Nachfolger war Philipp Allmang (1799–1867). Er wurde 1851 Pfarrer in Heddesheim und war zweimal Abgeordneter in der Badischen Ständeversammlung. Aufgrund des Bevölkerungswachstums war die alte Kirche zu klein geworden. Deswegen wurde sie 1870 abgerissen und bis 1872 durch einen Neubau ersetzt. 1985 begann eine mehrere Abschnitte umfassende Renovierung, die mit dem Innenraum 1999/2000 den Abschluss fand.

## Beschreibung

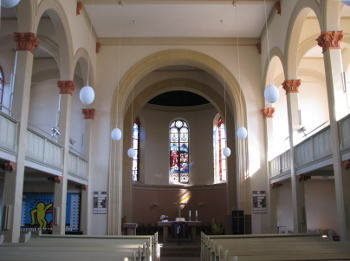
Innenraum

Die Kirche ist ein Frühwerk des Vorstandes der evangelischen Kirchenbauinspektion Heidelberg Hermann Behaghel. Sie verbindet den Rundbogenstil mit neugotischen Elementen. Den Innenraum umläuft eine hölzerne Empore. Taufstein und Altar wurden 1963 gestaltet. Die im Stil dazu passende Kanzel wurde bei der Renovierung des Innenraums 1999/2000 aufgestellt. Das zentrale Fenster im runden Chor wurde 1908 gestiftet. Es hat die Segnung der Jünger vor Christi Himmelfahrt zum Thema.
Die Orgel mit ihrem romantischen Grundcharakter geht zurück auf das erste Instrument, das 1871 von Mathias Burkhard gebaut wurde und von dem sich Prospekt und Teile des Pfeifenwerks erhalten haben. 1928 wurde die Orgel von Steinmeyer erweitert, 1971 von Gotthard Arnold ergänzt und 1992 von Walcker restauriert. Das Instrument hat 23 Register auf zwei Manualen und Pedal.
Das Geläut besteht aus vier Glocken. Vom ersten Geläut der Kirche aus dem Jahr 1872 hat sich nur eine Glocke erhalten, weil die beiden größeren jeweils in den beiden Weltkriegen abgeliefert werden mussten. Sie wurden 1949 mit zwei Glocken von Friedrich Wilhelm Schilling ersetzt.
| Name             | Inschrift                                                                        | Gussjahr | Ø m  | kg   | Ton |
| ---------------- | -------------------------------------------------------------------------------- | -------- | ---- | ---- | --- |
| Gedächtnisglocke | Nun aber bleibet Glaube, Liebe, Hoffnung, diese drei                             | 1949     | 1,52 | 2064 | C   |
| Heimatglocke     | Christus spricht: Kommet her zu mir alle                                         | 1949     | 1,26 | 1193 | Es  |
| Friedensglocke   | Ehre sei Gott in der Höhe und Friede auf Erden und den Menschen ein Wohlgefallen | 1872     | 1,10 | 712  | F   |
| Taufglocke       | Ihr seid alle durch den Glauben Gottes Kinder in Christus Jesus. (Gal 3, 26)     | 2010     | 1,05 | 700  | As  |